# منتخب غواتيمالا لكرة اليد للسيدات
منتخب غواتيمالا لكرة اليد للسيدات هو الممثل الرسمي لغواتيمالا في رياضة كرة اليد. شارك في بطولة بان أميركان لكرة اليد للسيدات مرتين وكانت المشاركة الأولى في سنة 2003، كان أفضل مركز له فيها هو السابع.